# Selwan Al Jaberi
Selwan Al Jaberi (* 4. Mai 1991) ist ein schwedisch–irakischer Fußballspieler.

## Karriere
Selwan Al Jaberi erlernte das Fußballspielen in der Jugendmannschaft von Lunds BK im schwedischen Lund. Bis 2019 spielte er bei den unterklassigen schwedischen Vereinen von GIF Nike, Eslövs BK, Staffanstorps GIF, BW 90 IF, Ånge IF, Södertälje FK, IFK Haninge und dem FC Linköping City. Anfang 2019 zog es ihn nach Asien. Hier unterschrieb er in Thailand einen Vertrag beim Bangkok FC. Der Verein aus der Hauptstadt Bangkok spielte in der dritten Liga des Landes, der Thai League 3. Hier trat Bangkok in der Upper Region an. Nach der Hinserie wechselte er Mitte 2019 zum Drittligisten Kasem Bundit University FC. Der Verein, der ebenfalls in Bangkok beheimatet ist, spielte in der Lower Region. 2020 ging er nach Malaysia. Hier verpflichtete ihn der Erstligist Kelantan United. Der Verein aus Kota Bharu spielte in der zweiten Liga, der Malaysia Premier League. Ende Dezember 2020 kehrte er nach Thailand zurück. Hier nahm ihn der Zweitligist Ranong United FC aus Ranong unter Vertrag. Sein Zweitligadebüt gab er am 27. Dezember 2020 im Auswärtsspiel beim Nongbua Pitchaya FC. Hier stand er in der Startelf und spielte die kompletten 90 Minuten. Nach 15 Spielen und acht Toren wechselte er im Juni 2021 zum thailändischen Zweitligisten Lampang FC. Für den Klub aus Lampang stand er in der Hinrunde 2021/22 einmal auf dem Spielfeld. Nach der Hinrunde wurde sein Vertrag nicht verlängert. Am 10. Januar 2020 unterzeichnete er einen Kontrakt beim indonesischen Verein Persela Lamongan. Der Verein aus Lamongan spielte in der ersten Liga des Landes, der Liga 1. Hier stand er bis März 2022 unter Vertrag und bestritt 13 Ligaspiele. Von April 2022 bis Anfang Juli 2022 war er vertrags- und vereinslos. Der Al-Hedod SC, ein Zweitligist aus Irak, nahm ihn am 10. Juli 2022 für den Rest des Jahres unter Vertrag. Im Januar 2023 ging er wieder nach Thailand, wo er sich seinem ehemaligen Verein Ranong United FC anschloss. Als Tabellenvorletzter musste er mit dem Verein am Ende der Saison 2022/23 in die dritte Liga absteigen. Nach dem Abstieg verließ er den Verein und schloss sich im Sommer 2023 dem Drittligisten Phuket Andaman FC an. Mit dem Verein aus Phuket spielte er fünfmal in der Southern Region der Liga. Im Dezember 2023 wechselte er in die Northern Region. Hier schloss er sich dem Phitsanulok Unity FC an. Am Ende der Saison 2023/24 wurde er mit dem Verein Meister der Region. In den Aufstiegsspielen zur zweiten Liga konnte man sich jedoch nicht durchsetzen. Nach einer Spielzeit wechselte er im Sommer 2024 in die North/Eastern Region. Hier schloss er sich in Loei dem Muang Loei United FC an. Nach sieben Ligaspielen wurde sein Vertrag nach der Hinrunde im Dezember 2024 nicht verlängert. Im gleichen Monat unterschrieb er einen Vertrag beim Zweitligisten Chainat Hornbill FC. Nach acht Ligaspielen ging er im Sommer 2025 wieder nach Schweden. Hier nahm ihn der IK Viljan Strängnäs aus Strängnäs unter Vertrag.

## Erfolge
Phitsanulok Unity FC
- Thai League 3 – North: 2023/24